# Dilobopterus fastuosa
Dilobopterus fastuosa är en insektsart som beskrevs av Fabricius 1803. Dilobopterus fastuosa ingår i släktet Dilobopterus och familjen dvärgstritar. Inga underarter finns listade i Catalogue of Life.